# Ascaptesyle submarginata
Ascaptesyle submarginata là một loài bướm đêm thuộc phân họ Arctiinae, họ Erebidae.